# 永田周太郎
永田 周太郎（ながた しゅうたろう、1971年1月31日 - ）は、日本の美術デザイナー。緑山スタジオ・シティ代表取締役社長。広島県呉市出身。

## 来歴
幼稚園から高校までは呉市。呉三津田高等学校卒業後、広島大学工学部に進学しドイツ建築について学んだ。同大学院博士課程前期まで一貫して建築意匠学について学ぶ。
1995年、広島大学大学院工学研究科博士課程前期修了。
就職を考えた時は東京に行こうとは思っていなかったが、「テレビ局でデザインの仕事ができるのが東京のキー局しかなくて、また採用を行っていたのがTBSしかなかった。TBSの採用時期が当時4月で、他の企業より早く、TBSに受かってしまったから他は受けなかった」とインタビューで述べている。

### TBSに入社
1995年、入社。美術デザイナー採用であったが、入社後の1年間は制作局に所属し、バラエティ番組の制作を経験した。翌年に美術センター美術デザイン部へ異動。アシスタントを経て、 1997年のドラマ『理想の結婚』でデザイナーデビュー。その後手掛けたドラマは60本を超える。建築知識に裏付けされた空間構成の美しさに特徴がある。
1996年10月、同期入社のアナウンサーである堀井美香と結婚。
2004年、一級建築士の資格取得後、2005年、ドラマ『広島・昭和20年8月6日』で、広島県産業奨励館（現・原爆ドーム）のセットを原寸大で製作する。この撮影がきっかけで広島大学大学院工学研究科博士課程(社会人枠)に入学したと述べている。
2009年、広島大学大学院工学研究科博士後期課程修了。博士（工学，広島大学）甲第4813号
2018年、ドラマ『この世界の片隅に』で使われた家屋のセットは、永田の故郷である広島県呉市から緑山スタジオまで運んだとインタビューで明かしている。ドラマ化が決定してから月に1回のペースで広島に帰郷し、調査を重ねていたという。
2019年、美術センター美術デザイン部を離れ、TBSホールディングスグループデザイン局グループ戦略部担当部長へ昇格。
2021年4月、TBSホールディングスの技術美術系子会社として新しく設立されたTBSアクトへ出向。アートセンター長に就任。

## 人物

### 趣味
- 建築見学。旅行に行く時は必ずスケジュールに組み込んでいる[9]。
- 広島東洋カープのファン[10][11]。

### 家族
- 父親は呉市出身[3]、母親は広島市出身[3]。呉と広島は近いが方言の違いがあり、実家に帰る時に親に確認することがあった[3]。ドラマ『この世界の片隅に』制作でも生かされている[3]。
- 妻はフリーアナウンサーの堀井美香(2022年3月31日付でTBSを退社) [12]、娘(1997年生まれ)[7][8]、息子(2000年生まれ)[7][8]がいる。堀井とはTBSの同期[13]。入社半年後くらいに付き合って、永田は結婚を考えていなかったが、堀井は「運命の人」だと感じて押しの一手で1年後に結婚[8]。2018年7月21日の『久米宏ラジオなんですけど』に永田がゲスト出演し、番組のアシスタントをしていた堀井と共演した[14][注 1]。

## 受賞歴
明るいほうへ 明るいほうへ
- 第10回橋田賞[4]

明智小五郎対怪人二十面相
- 第30回伊藤熹朔賞[4][15]

涙そうそうプロジェクト 広島昭和20年8月6日
- 第5回映像技術賞[4][16]

MR.BRAIN
- 第9回映像技術賞[17]
- 第37回伊藤熹朔賞[15]

陸王
- 第71回映像技術賞[18]

## 過去に担当したテレビドラマ
- 理想の結婚（1997年）
- Sweet Season（1998年）
- めぐり逢い（1998年）
- 烏鯉（1998年）
- あきまへんで!（1998年）
- 天国に一番近い男（1999年）
- グッドニュース（1999年）
- 教習所物語（1999年）
- 独身生活（1999年）
- チープ・ラブ（1999年）
- 恋の神様（2000年）
- QUIZ（2000年）
- 百年の物語（2000年）
- Friends（2000年）
- 真夏のメリークリスマス（2000年）
- 白い影（2001年）
- 明るいほうへ明るいほうへ（2001年）
- フレンズ（2001年）
- 木更津キャッツアイ（2002年）
- 明智小五郎対怪人二十面相（2002年）
- 少年（2002年）
- 笑顔の法則（2003年）
- マンハッタンラブストーリー（2003年）
- 初蕾（2003年）
- 砂の器（2004年）
- 世界の中心で、愛をさけぶ（2004年）
- タイガー&ドラゴン（2005年）
- 美空ひばり誕生物語 おでことおでこがぶつかって（2005年）
- 広島 昭和20年8月6日（2005年）
- 涙そうそう この愛に生きて（2005年）
- クロサギ（2006年）
- セーラー服と機関銃（2006年）
- 特急田中3号（2007年）
- 歌姫（2007年）
- ROOKIES（2008年）
- 流星の絆（2008年）
- MR.BRAIN（2009年）
- JIN-仁-（2009年）
- 99年の愛〜JAPANESE AMERICANS〜（2010年）
- 獣医ドリトル（2010年）
- JIN-仁- 完結編（2011年）
- 運命の人（2012年）
- ブラックボード（2012年）
- 金子みすゞ物語〜みんなちがってみんないい〜（2012年）
- 黒の女教師（2012年）
- とんび（2013年）
- 潜入探偵トカゲ（2013年）
- S -最後の警官-（2013年）
- アリスの棘（2014年）
- 遠い約束（2014年）
- レッドクロス〜女たちの赤紙〜(2015年)
- 神の舌を持つ男（2016年）
- あなたのことはそれほど(2017年)
- 陸王(2017年)
- この世界の片隅に(2018年)
- Jimmy〜アホみたいなホンマの話〜(2018年)
- 大恋愛〜僕を忘れる君と(2018年)

など

## 映画
- 木更津キャッツアイ 日本シリーズ（2003年、アスミック・エース）
- 木更津キャッツアイ ワールドシリーズ（2006年、アスミック・エース）
- 映画 クロサギ（2007年、東宝）
- 花より男子F（2008年、東宝）
- ROOKIES -卒業-（2009年、東宝）

## 出演
- イマなまっ!（2018年5月8日・6月12日・7月20日・9月11日、RCCテレビ）VTR出演